# Schalkhaar
Schalkhaar est un village néerlandais situé dans la commune de Deventer, en province d'Overijssel. Il est situé au nord-est du centre-ville.

## Démographie
Au 1er janvier 2006, le village compte 4 610 habitants. Le 4 octobre 2019, il compte 5 680 habitants.